# Parafia Niepokalanego Poczęcia Najświętszej Maryi Panny w Marianowie
Parafia pod wezwaniem Niepokalanego Poczęcia Najświętszej Maryi Panny w Marianowie – parafia rzymskokatolicka należąca do dekanatu Suchań, archidiecezji szczecińsko-kamieńskiej, metropolii szczecińsko-kamieńskiej. Prowadzą ją księża chrystusowcy. Siedziba parafii mieści się w Marianowie.

## Kościół parafialny
Kościół Niepokalanego Poczęcia Najświętszej Maryi Panny w Marianowie

## Kościoły filialne i kaplice
- Kościół św. Józefa Robotnika w Czarnkowie[1]
- Kościół Miłosierdzia Bożego w Wiechowie[1]